# Swarte Arent (Schiff, 1644)
Die Swarte Arent (Schwarzer Adler) war ein Kriegsschiff der Republik der Sieben Vereinigten Provinzen mit bis zu 26 Kanonen und einer Breitseite von 156 Pfund.

## Seeschlacht bei Fehmarn
Die Swarte Arent wurde 1644 von Louis de Geer auf eigene Kosten für vier Monate gechartert und als Kriegsschiff ausgerüstet, um die verbündete schwedische Flotte zu unterstützen. Die Charter betrug 5100 Gulden pro Monat.
Das Schiff segelte unter dem Kommando von Jacob Sieuwertz mit der holländischen Flotte in die Ostsee. Bei der Seeschlacht bei Fehmarn wurde es vom dänischen Flaggschiff Lindormen am 13. Oktober 1644 versenkt.

## Wrack
Das Wrack wurde bei der Vorerkundung zur festen Beltquerung 2011 entdeckt und erkundet. Nach Abschluss der Untersuchung wurde das Wrack mit 2275 m³ Sand und 910 m³ Kies abgedeckt, um es für spätere Generationen zu sichern.
Das Wrack der Swarte Arent liegt auf Position 54° 35′ N, 11° 19′ O.